# Axiome éditions
Axiome éditions est une société d'édition créée en 1998 par Jacques Cohen et Christian Richard mais dirigée depuis le début des années 2000 par Jacques Cohen.

## Historique
Jean-Pierre Thiollet a été directeur de collection (collection Axiome gestion) en 2000.
Elle a son siège à Boulogne-Billancourt, dans les Hauts-de-Seine et semble à la fin des années 2000 s'être peu à peu spécialisée dans l'ésotérisme.
Son catalogue comprend plusieurs centaines de titres depuis 1998.

## Auteurs publiés
- Gérard Allouche
- Jacques Halbronn (2005)
- Martina Krčmár (Ketoura)
- Pierre Marichal
- Guy-Claude Mouny
- Pierre de Saint Amand
- Jean-Pierre Thiollet

## Source
- Bibliothèque nationale de France (catalogue BN-Opale Plus, notice n°FRBNF 37125116)